# Nicolae Filipescu
Nicolae Filipescu (n. 5 decembrie 1862, București – d. 30 septembrie 1916, București) a fost un politician român.
La doar 30 de ani, Filipescu pune bazele ziarului Epoca, la care au colaborat, printre alții, I.L. Caragiale, Alexandru Vlahuță, Titu Maiorescu, Barbu Ștefănescu Delavrancea.
În 9 februarie 1893 este ales primar al Bucureștiului.
Filipescu a fost cel în timpul căruia, pe străzile Bucureștiului, a circulat pentru prima dată un tramvai electric.
Simbol al modernității, tramvaiul circula pe "Marele Bulevard" din 9 decembrie 1894.
În octombrie 1895, Filipescu pleacă de la Primăria București și își continuă cariera politică.
Bolile de care suferea, de inimă și de rinichi, i-au adus sfârșitul la vârsta de 54 de ani.

## Biografie
A urmat școala primară în Capitală după care a făcut liceul la Geneva și facultatea de Drept la Paris. Reîntors în țară, începe să activeze pe plan politic și se alătură tinerilor conservatori grupați în jurul ziarului „Epoca”. În 1885 devine pentru prima dată deputat în circumscripția Brăila. La 9 februarie 1893 este ales primar al Bucureștiului, funcție pe care o deține aproape doi ani, până în 1895, când devine primar al Brăilei.
În 1899 conservatorii revin la putere și Filipescu este reales deputat. Atunci când consiliul liberal al capitalei este dizolvat, el a fost numit președinte al Comisiei interimare. În 1898 îl ucide în duel pe ziaristul G. Em. Lahovari, redactor al ziarului liberal „L'independance Roumaine” cu care avusese o dispută violentă.
Între 7 iulie 1900 și 14 februarie 1901 a fost pentru prima dată ministru al Domeniilor și Agriculturii în guvernul P.P. Carp. Apoi este ministru de Război între 29 decembrie 1910 - 28 martie 1912 și de Domenii între 14 octombrie 1912 - 5 aprilie 1913.
În 1914 fondează Acțiunea Națională, aripă antantofilă a Partidului Conservator, cu oameni proveniți din mai multe partide. În anul 1916 Acțiunea Națională condusă de Filipescu, a fuzionat cu P.C.D.
Nicolae Filipescu a încetat din viață la 30 septembrie 1916 în urma unui stop cardiac.

## Contestatar al Băncii Naționale
Nicolae Filipescu s-a afirmat de-a lungul carierei sale politice și ca un aprig contestatar al Băncii Naționale, al nelegiuirilor care, în opinia sa, aveau loc la această deosebit de importantă și prestigioasă instituție a statului român modern. Acesta dorea cu orice preț exproprierea Băncii Naționale, adică desființarea contractului dintre stat și Banca Națională, el propunea să creeze o casă centrală de unde să se împrumute micile bănci, iar casei centrale a Băncii Naționale să i se împrumute fără dobândă 30 000 000 lei, negustorii și micii industriași și meseriașii reușind să plătească dobânzi de 6% și nu de 12%, 15% sau 18% cum plăteau la vremea respectivă.

## Luptător pentru idealul național
Cea mai importantă perioadă din viața lui Nicolae Filipescu a fost izbucnirea Primului Război Mondial și intrarea României, acesta a desfășurat o amplă activitate pentru realizarea "idealului național". Numeroasele sale acțiuni aveau drept țintă convingerea guvernului Ion I.C. Brătianu de faptul că România trebuia să intre în război de partea Antantei, pentru unirea tuturor teritoriilor locuite de români.
După numeroase acțiuni și discursuri mobilizatoare în multe dintre orașele Vechiului Regat și chiar o vizită la curtea țarului Nicolae al II-lea al Rusiei, pentru a negocia intrarea României în război de partea Antantei, acesta își vede munca răsplătită de decizia ce a fost luată în Consiliul de Coroană de la Cotroceni din ziua de 14 august 1916 la care a fost prezent, și care a hotărât intrarea României în război.

## Galerie imagini

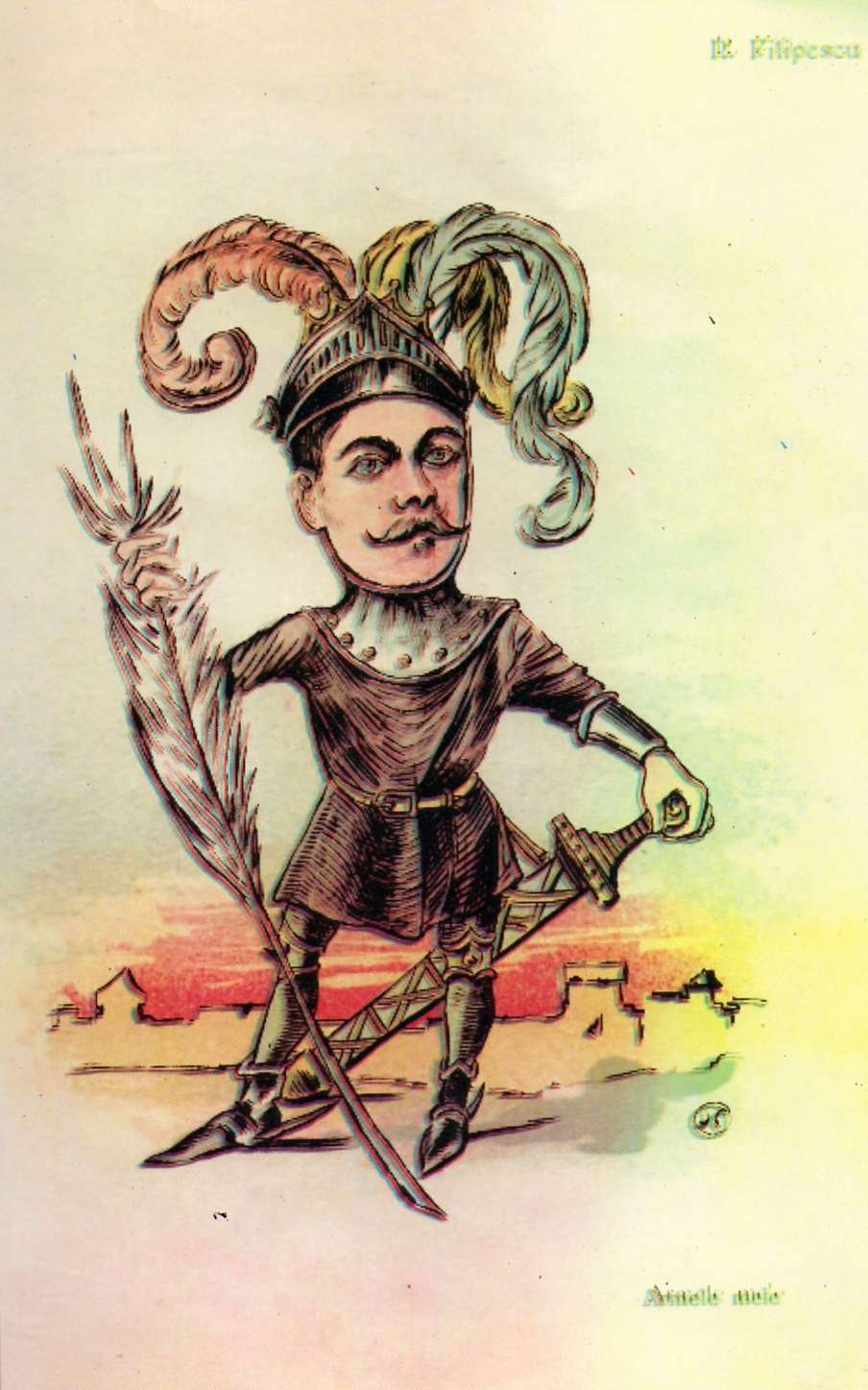
Nicolae Filipescu - caricatură de Nicolae S. Petrescu-Găină
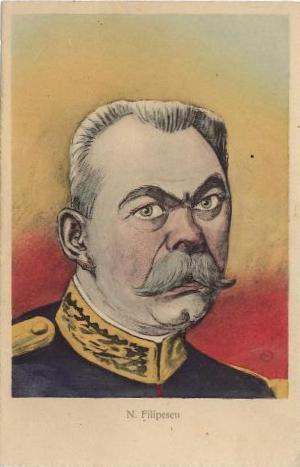
Nicolae Filipescu - caricatură de Nicolae S. Petrescu-Găină
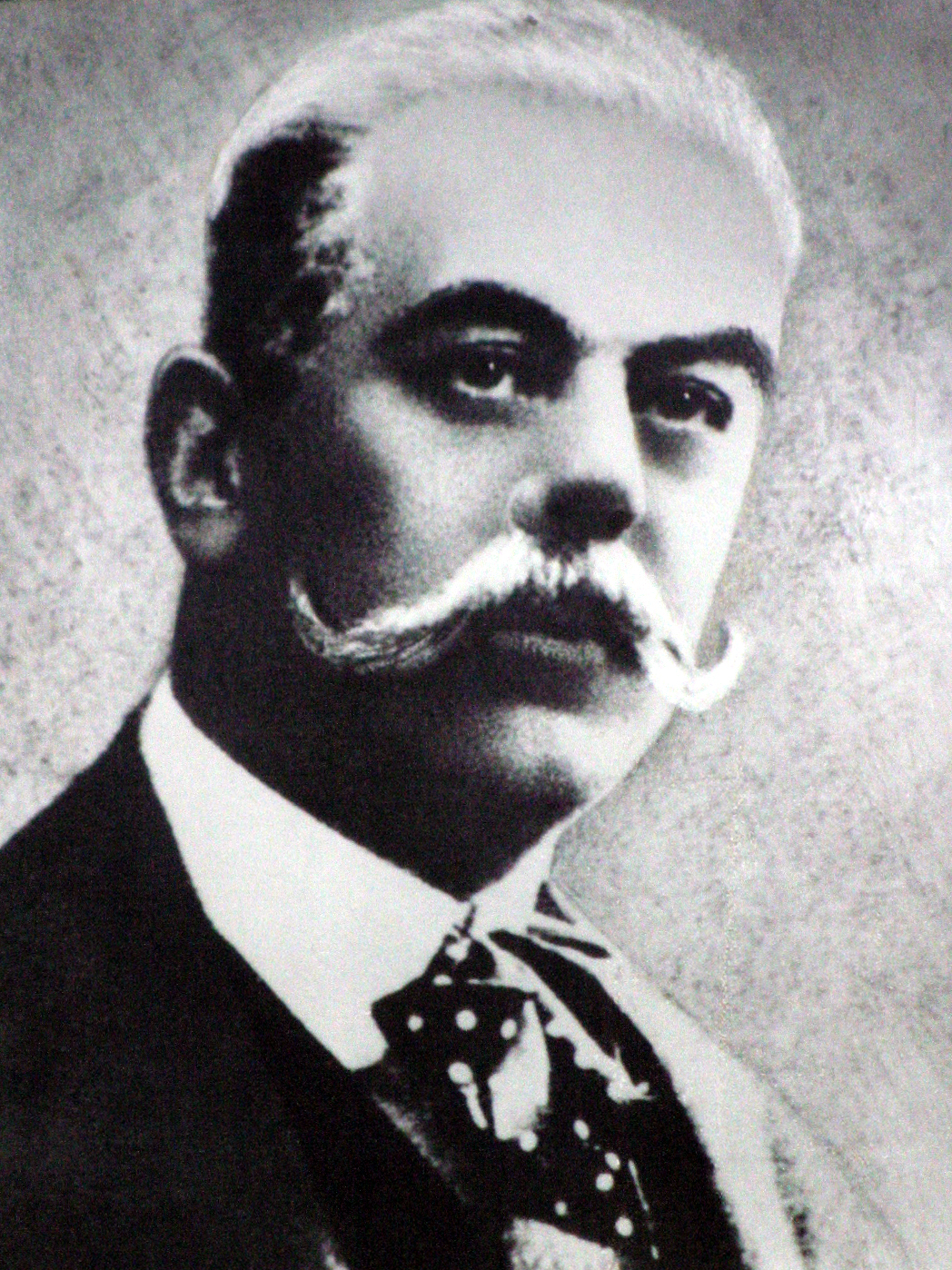
Nicolae Filipescu.
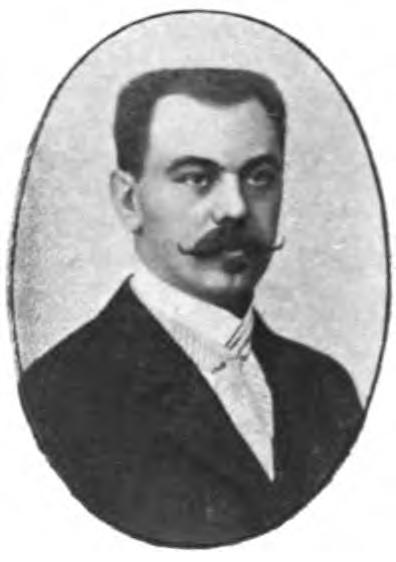
Bustul lui Nicolae Filipescu expus în Palatul Cercului Militar Național. Sculptor Oscar Späthe, 1932.